# Sébastien Duret
Sébastien Duret (* 3. September 1980 in Cholet) ist ein französischer Radrennfahrer.
Sébastien Duret gewann 2004 eine Etappe der Tour du Loir-et-Cher und eine Etappe sowie die Gesamtwertung der Boucles de la Mayenne. Hierauf schloss er sich 2005 dem französischen Continental Team Bretagne-Jean Floc'h an, welches 2011 eine Lizenz als Professional Continental Team erhielt. Er blieb bei dieser Mannschaft bis zum Ende seiner internationalen Karriere nach der Saison 2013 und gewann in dieser Zeit Etappen bei den Vier Tagen von Dünkirchen, der Rhône-Alpes Isère Tour und der Tour du Gévaudan Languedoc-Roussillon.

## Erfolge
2004
- eine Etappe Tour du Loir-et-Cher
- Gesamtwertung eine Etappe Boucles de la Mayenne

2009
- eine Etappe Vier Tage von Dünkirchen

2010
- eine Etappe Rhône-Alpes Isère Tour

2013
- eine Etappe Tour du Gévaudan Languedoc-Roussillon